# Jan Blažek
Pour les articles homonymes, voir Blažek.
Jan Blažek, né le 13 septembre 1947, est un ancien joueur tchécoslovaque de basket-ball. 
Il est également connu des cinéphiles pour avoir incarné le Commandeur dans la reconstitution de l'opéra Don Giovanni dans le film Amadeus de Miloš Forman.

## Palmarès
- 3e du championnat d'Europe 1969